# ريم أبو دلبوح
ريم أبو دلبوح هي عضوة في مجلس النواب الأردني عن الدائرة الانتخابية الأولى في المفرق، وقد تم انتخابها كجزء من الكوتا الوطنية للمقاعد التي تشغلها النساء.

## النشأة والتعليم
أبو دلبوح (الاسم الكامل ريم عقلة نواش أبو دلبوح) من مواليد 1970. أكملت دراستها في الأردن، وحصلت على درجة البكالوريوس في القانون، والماجستير في القانون المدني، والدكتوراه في القانون المدني. قامت بتدريس القانون في عدد من الجامعات الأردنية قبل عملها في البرلمان. وقد عملت أيضًا ضمن الفريق القانوني للجنة الوطنية الأردنية لشؤون المرأة.

## التمثيل البرلماني
وانتخبت أبو دلبوح عضواً في البرلمان في الأعوام 2013 و2016 و2020 ضمن نظام المحاصصة. وهي رئيسة لجنة شؤون المرأة والأسرة في البرلمان الأردني، وهي عضوة في التجمع النسائي. وبهذه الصفة، شاركت في فعاليات وحملات برعاية دولية حول مشاركة المرأة في الحياة الاقتصادية والعامة في الأردن. كما تحدثت علنًا ضد التنمر عبر الإنترنت وتأثيره غير المتناسب على النساء.
لقد تعاونت علنًا مع هيئة الأمم المتحدة للمرأة، وبرنامج الأمم المتحدة الإنمائي، والمؤسسة الدولية لتمكين المرأة خلال مسيرتها البرلمانية.

## روابط خارجية
- مقابلة فيديو قصيرة مع أبو دلبوح (2016)